# Toto!: The Wonderful Adventure
Toto!: The Wonderful Adventure (トト! The Wonderful Adventure?) è una miniserie manga in cinque volumi di Yūkō Osada uscita in Italia nel 2007. La storia è ispirata a tratti a Il Mago di Oz di L. Frank Baum con personaggi e situazioni nuove. Precedente a questa miniserie ve n'è un'altra, Toto, di soli 2 volumi uscita nel 2003 con gli stessi protagonisti, della quale la serie non è però né un prequel né un sequel.

## Trama
Kakashi vuole andarsene dalla sua isola per vedere tutto quello che suo padre gli ha lasciato scritto in un diario di avventura. Si imbarca clandestinamente su un dirigibile che attracca per un problema: la "Man Chiken", un gruppo di ladri. Salito trova un cucciolo di cane, con uno strano braccialetto come collare. Quando viene scoperto dalla Man Chiken, Kakashi si trova costretto a lavorare come schiavetto, stringendo però una forte amicizia ed intesa con il capo della suddetta banda di ladri, finché il dirigibile non subisce un attacco dell'impero di Nasso. Così Kakashi si separa dalla Man Chiken. Arrivato a terra, Kakashi incontra Doroty, la quale dà il nome Toto al cane. Dopo questo incontro i tre inizieranno ad avere problemi con l'esercito di Nasso e scopriranno gli "accessory", oggetti che conferiscono strani poteri a chi li possiede. Nel corso dell'avventura i nostri eroi incontreranno Noil, soldato dell'impero (con una chioma leonina) che vuole fare il comico. Tra lotte e simpatiche scene i tre protagonisti troveranno gli altri "accessory", e scopriranno che questi magnifici oggetti sono molto legati al padre di Kakashi, Nick Q. Nel loro viaggio i tre amici incontreranno i membri della Witch del Nord, la gang dei Wonder (i ladri di casinò) e il Maggiore Damda Dan dell'impero di Nasso.

## Personaggi
Kakashi (カカシ?)
Ovvero spaventapasseri. Un ragazzo che se ne va dalla sua isola per scoprire il mondo ed andare alla ricerca di suo padre. Durante il suo viaggio incontra Toto, Doroty e Noil, suoi futuri compagni di viaggio. È il possessore del "Dog Brace".
Toto (トト?)
Cane trovato da Kakashi e ribattezzato da Doroty. Dopo essersi trasformato in un mostro gigantesco viene risucchiato dentro il "Dog Brace".
Doroty (ドロシー?, Doroshī)
Una ragazza esperta di arti marziali che incontra Kakashi e Toto. Deve andare a Emerald per trovare i suoi genitori.
Noil (ノイル?, Noiru)
Poi chiamato Lion (リオン?, Rion). È un soldato di Nasso molto simpatico che vuole fare il comico per riuscire a far ridere le persone e soprattutto per lasciare quel clima così austero dell'impero di Nasso.

## Stile
Yūkō Osada è innanzitutto è un autore che si occupa di anime e di certo si evince dal suo "movimentatissimo" stile che rende ogni vignetta divertente e "viva". L'atmosfera, come il precedente Toto (miniserie di 2 volumi), è tipicamente post- bellica e cyberpunk.

## Pubblicazione
Il manga, scritto e disegnato da Yūkō Osada, è stato serializzato dall'8 dicembre 2004 al 26 ottobre 2005 sulla rivista Weekly Shōnen Magazine edita da Kōdansha. In seguito i vari capitoli sono stati raccolti in cinque volumi tankōbon pubblicati dal 15 aprile al 17 novembre 2005.
In Italia la serie è stata pubblicata da Star Comics nella collana Young dal 30 gennaio al 29 settembre 2007.

### Volumi
| Nº | Data di prima pubblicazione | Data di prima pubblicazione | Data di prima pubblicazione |
| Nº | Giapponese                  | Giapponese                  | Italiano                    |
| -- | --------------------------- | --------------------------- | --------------------------- |
| 1  | 15 aprile 2005              | ISBN 4-06-363519-8          | 30 gennaio 2007             |
| 2  | 15 aprile 2005              | ISBN 4-06-363520-1          | 31 marzo 2007               |
| 3  | 15 luglio 2005              | ISBN 4-06-363558-9          | 31 maggio 2007              |
| 4  | 16 settembre 2007           | ISBN 4-06-363578-3          | 28 luglio 2007              |
| 5  | 17 novembre 2005            | ISBN 4-06-363599-6          | 29 settembre 2007           |

## Accoglienza
L'edizione statunitense del manga è stata recensita positivamente da Deb Aoki di About Entertainment. Holly Ellingwood di ActiveAnime trovò una storia ricca di creatività con una grande energia e personaggi stravaganti, i quali erano stranamente nobili nelle loro virtù e ciò faceva venir voglia di tifare per loro. La serie aveva l'esuberanza e l'immaginazione che i fan di One Piece e Naruto avrebbero sicuramente apprezzato. Il tratto era dinamico ed era abbastanza diverso nel suo stile energico che lo faceva distinguere dalla media degli altri shōnen. Aveva uno stile ruggente anni '20, a volte mescolato con elementi fantasy e della meccanica industriale. Toto era un'avventura pura con personaggi accattivanti e si rivelava una versione completamente originale di una storia ben nota.